# 키키 스미스
키키 스미스(Kiki Smith, 1954년 1월 18일 ~ )는 서독 태생의 미국 예술가다. 성별, 탄생, 재생의 주제를 다룬 작품을 제작한다. 1980년대 후반과 1990년대 초반의 그녀의 비유적인 작품은 에이즈, 페미니즘, 성별과 같은 주제에 직면한 반면, 최근의 작품들은 자연과의 관계에서 인간의 상태를 묘사했다. 키키 스미스는 뉴욕시의 Lower East Side와 뉴욕주의 Hudson Valley에서 거주하며 일하고 있다.

## 삶과 교육
스미스의 아버지는 예술가 토니 스미스였고 어머니는 배우이자 오페라 가수인 제인 로렌스였다. 비록 그녀의 작품이 그녀의 부모님의 작품과는 매우 다른 형태를 취하지만, 기하학적인 조각을 만드는 그녀의 아버지의 과정에 일찍 노출되는 것은 그녀가 모더니즘의 공식적인 장인정신을 직접 경험할 수 있게 해주었다. 그녀의 어린 시절 가톨릭 교회에서의 경험은 인체에 대한 매력과 결합되어, 그녀의 예술 작품을 개념적으로 형성했다.
스미스는 1955년에 아기로서 독일에서 뉴저지주의 사우스오렌지로 이사했다. 같은 해, 그녀의 자매인 세튼 스미스와 베아트리스 스미스는 뉴저지 주 뉴어크에서 태어났다. 스미스는 그 후 컬럼비아 고등학교에 다녔지만, Changes, Inc.에 다니기 위해 떠났다. 후에, 그녀는 1974년부터 1975년까지 18개월 동안 코네티컷에 있는 하트포드 예술 학교에 등록했다. 그리고 나서 그녀는 1976년에 뉴욕으로 이사했고 예술가 집단인 Collaborative Projects (Colab)에 가입했다. 이 급진적인 그룹의 파격적인 소재 사용의 영향은 그녀의 작품에서 볼 수 있다. 1984년 짧은 시간 동안, 그녀는 응급 의료 기술자가 되기 위해 공부했고 신체 부위를 조각했다. 1990년까지, 그녀는 인간의 형상을 만들기 시작했다.

## 작품 세계
키키 스미스는 삶과 죽음, 실제와 이상, 물질과 비물질, 남성과 여성 등 이분법적으로 나뉘는 경계선 사이에서 뚜렷한 해답보다는 비선형적 서사를 택해서 작품을 창작해왔다. 느리고 긴 호흡으로 주변의 ‘크고 작은 모든 생명’에 귀 기울이며 상생의 메시지를 던지는 스미스의 태도는 ‘과잉, 범람, 초과’ 같은 수식어가 익숙한 오늘날 다시 주목해봐야 할 가치다.

그녀의 작품은 사슴, 뱀, 여우, 개구리, 고양이, 도마뱀, 모든 종류의 새들이 등장하는 현대의 동물 우화이다. 동물이 등장하는 그녀의 초기 작품 중 하나는 Untitled (Crows)(1955)로, 최근 Vienna의 Lower Belvedere에서 열린 그녀의 작품 쇼에서 갤러리 바닥에 흩어져 있는 청동으로 주조된 죽은 까마귀 컬렉션이다. Smith는 하늘에서 죽어가는 새 떼에 대한 뉴스 기사에 대한 대답으로 이 설치물을 제작했다. “가연에는 이상한 죽음 현상이 많이 있지만, 내가 태어난 뉴저지에서 일어난 일이기 때문에 왠지 책임감을 느꼈습니다”
키키 스미스는 한가지 규율에 안주하는 것을 거부한다. “나는 결혼 생활에사 일부일처제를 사용하지만 재료에 관해서는 그렇지 않습니다”라고 말할 정도이다. 키키 스미스는 에칭 뿐만 아니라 석고, 왁스, 청동, 유리 및 도자기 등 다양한 작업을 하게 되었으며 조각가로 잘 알려진 그녀는 또한 태피스트리, 판화, 자수 및 사진의 다작 제작자이기도 하다.
그녀는 작품 속에 동물과 인간을 합체시킨 형상을 자주 등장시키기도 한다. 신화와 민속에 대한 매력을 배반하는 그녀의 동물 형태는 종종 여성의 모습과 연결되거나 합쳐진다. <부엉이를 안고있는 여인>(2004)은 새가 여자의 머리에서 머리 장식처럼 뻗쳐나오는 모습을, <휴거>(2001)는 잃어버린 기원 신화인 늑대의 뱃속에서 발가벗은 여자를 묘사하고 있다.
그녀는 조각을 만드는 이런 방식은 그녀의 평면 콜라주 드로잉에서 시작되었다고 말한다. 그녀는 사물이 함께 떨어지고 교차하기도 하면서 사물이 어떻게 보이는지에 대한 궁금증을 가지고 작업을 진행한다. 그녀의 작업 일대기는 몇개의 파트로 크게 구분해서 감상할 수 있다.
첫번째로 그녀의 개인적 경험에서부토 멀게는 민화, 설화, 신화, 고대 역사, 문화 등 다양한 시공간을 포괄하며 다층적 서사 구조를 어떻게 직조했는지, 비가시적인 요소를 어떻게 시각화했는지, 그리고 이러한 작업방식을 어떠한 매체를 사용하면서 보여주는 지로 구분할 수 있다. 2017년 작업인 <세상의 빛>은 키키 스미스의 최근 매체 실험의 결과물이다. 이 작품은 베니스 이스트 리버에 비친 햇빛의 반짝임을 카메라에 담은 것으로 시작되어 공개하지 않고 있다가 2016년 시아노타이프로 제작되었다. 동판화의 전통적인 기법인 에칭과 사진 인화 기법인 시아노타이프가 결합된 이 작업은 여러 차례 쌓아 올린 에칭의 레이어가 실제 강물에 비친 찬란한 빛을 효과적으로 표현하는 것이 특징이다, 이 작업을 통해 키키 스미스는 자신의 작품이 일방적인 교훈으로 읽히지 않고 보는 이에 의해 새로운 이야기가 될 수 있는 여백을 중요시 했음을 볼 수 있다.
그녀의 <진저>라는 작품의 제목인 진저는 키키 스미스가 키우던 고양이이다. 사실 이 작업은 살아있는 고양이를 담은 것이 아니라 죽은 고양이를 기리기 위해 제작된 것이다. 키키 스미스는 그녀의 고양이 진저가 세상을 떠나자 그 즉시 그 사체를 가지고 뉴욕의 판화 스튜디오로 향해 시체를 동판 위에 올리고 그 윤곽을 따라 그려 이후에는 에칭과 드라이포인트 기법으로 털을 한 올 한 올 섬세하게 묘사했다. 시체를 작품으로 했다는 것은 으스스하게 느껴질 수도 있지만 판화 속 관객을 바라보는 고양이의 시선은 관객과 그 주변의 생명들에 대한 생각을 하게 만든다.
두번째로 키키 스미스가 본인의 작품활동에 대해 ‘정원을 거니는 것과 같다’고 표현하면서 배회하는 움직임을 강조하는 것으로 작업을 볼 수 있는데 이것은 뚜렷한 목적지를 향한 직진이 아닌 같은 공간을 맴도는 방랑자의 걸음을 상징한다.
키키 스미스는 1989년 뉴욕의 판화 스튜디오와 협업하면서부터 작품에 자신의 모습을 드러내기 시작했는데 <벤시 펄스>는 작가가 직접적으로 등장하는 첫 사례로 다양한 기법과 표현을 담고 있다. 키키 스미스는 이 작업에서 어린시절의 사진부터 제작 당시의 사진까지 다양한 범주들을 동원하는데 어떤 사진은 해골 같은 모습으로 흐릿하게 인쇄된 반면 어떤 사진은 형태를 왜곡하고 음인화하는 등 공포스러운 모습으로 연출되어있다. 이런 면에서 로버트 라우센버그와 엔디 워홀의 작품에서도 영향을 받았음을 알 수 있다. 스미스는 자신의 머리카락을 이용해 제작한 판화를 이 작품에 다시 활용했으며 자신의 치아를 인쇄해 그 이미지를 전사하기도 했다. 작품 제목 중 ‘벤시’는 아버지 토미 스미스가 어렸을 적 키키 스미스에게 붙여준 별명으로, 아일랜드 민담에서 높은 음의 소리로 죽음을 예고하는 여성 정령을 뜻한다. 키키 스미스의 작업 중에서 가장 강렬한 이미지의 작업으로 다가왔는데 작품 속 반복적으로 프린팅 된 얼굴은 불안감과 초조함을 고조시킨다. 작업 속의 치아, 얼굴, 머리카락과 액체가 튄 듯한 묘사들은 생명의 신체를 적나라하게 묘사한 것으로 사람의 머리에 붙어있을 때는 꾸밀 수 있는 대상인 머리카락, 손톱 등 신체의 일부분이 신체에서 떨어지자 마자 치워야 할 더러움의 기준이 된다는 어떤 모순에 대해 생각해 보게 한다.
세번째로 그녀의 1980-90년대 작업 양상과 매우 다르게 전개되는 2000년대의 작업 전개로 작품을 볼 수 있다. . 그럼에도 키키 스미스의 작업 전체를 관통하는 근원으로 생동하는 에너지에 주목해 볼 수 있다. 1960년대 미국에서는 미니멀리즘에 대항하면서 몸을 통한 보다 직접적인 표현이 퍼포먼스와 신체 예술을 중심으로 등장했고, 특히 여성주의로 대표되는 몇몇 작가들을 중심으로 나타났다. 몸을 재인식하는 작업이 두드러지는 등 ‘신체’는 20세기 예술에 있어 주요 화두 중 하나로 자리잡는다. 스미스의 초기 신체 작품에서도 알 수 있듯이 스미스는 신체에 해부학적으로 접근하며 기존의 여성의 신체에 대한 심미적 관점을 전복하고자 했다. <소화계>는 키키 스미스의 신체 연구를 잘 보여주는 작업으로 혀에서 항문에 이르기까지 장관 전체를 주철로 제작한 작품이다. 키키 스미스는 이 작품을 늘 벽에 걸어 전시하는데, 이러한 설치 방식은 스미스가 생각하는 시각적 이미지의 역할과도 깊은 연관이 있다. 스미스는 벽에 설치한 이 작품을 마주하고 라디에이터 같다고 느꼈고  형태의 유사성 이외에도 실내 곳곳으로 열을 방출하는 라디에이터의 기능이 마치 에너지를 흡수하여 신체 곳곳으로 영양을 배분하는 소화계의 역할과 맥을 같이한다고 여겼다. 스미스는 이처럼 우리 눈에 보이지 않는 소화계와 눈으로 볼 수 있는 라디에이터를 연관지어 생각해 볼 수 있게 하며 눈에 보이는 것이 그 대상을 더 잘 이해할 수 있게 해준다고 말한다.